# May Wirth
May Emmeline Wirth (Bundaberg, 6 de junio de 1894-Sarasota, 18 de octubre de 1978) fue una artista de circo y vodevil australiana, conocida por su habilidad para dar saltos mortales hacia adelante y hacia atrás sobre un caballo al galope y por ser la primera acróbata ecuestre en saltar de un caballo a otro en movimiento.

## Trayectoria
Wirth nació en Bundaberg, Queensland, el 6 de junio de 1894. Era hija de un artista de circo mauriciano, John Edward Zinga (Despoges) y de Dezeppo Marie, nacida Beaumont. 
 

En 1901, fue adoptada por Mary Wirth, también conocida como Marizles, una amazona hermana de los propietarios del Wirth's Circus, Philip y George Wirth. A los 10 años, comenzó a actuar en números ecuestres y de equilibrio en Melbourne y Sídney.

May Wirth con Lillian Leitzel.

Actuó con el Ringling Brothers and Barnum & Bailey Circus en Estados Unidos durante dos temporadas a partir de 1912. Cuando tenía 19 años, se lesionó gravemente mientras actuaba en Brooklyn después de que su caballo se asustara y la arrastrara por la pista al quedársele el pie atrapado.
Luego, bajo el nombre «The Royal Wirth Family» y junto con Marizles y su hermanastra Stella, participó en la gira del Wirth's Circus en 1916, donde se la anunciaba como «la gran estrella de la monta a pelo». Volvió al Ringling en 1917, donde permaneció como amazona estrella hasta el final de los años 20, coincidiendo en el programa con otros artistas de renombre como Lillian Leitzel, The Flying Codonas o Con Colleano.  Su habilidad artística la convirtió en la primera acróbata ecuestre en saltar de un caballo a otro en movimiento.
Fue una miembro activo de la Suffragette Ladies of the Barnum & Bailey Circus, la primera sociedad sufragista del mundo del circo, ayudando a establecer relaciones y comunicación con mujeres de otros circos. Esta asociación fue creada en marzo de 1912 en un acto que se celebró en el Madison Square Garden, agrupó a 800 miembros, Katharina Brumbach fue su vicepresidenta,  y trabajaron junto a la Woman's Political Union para reivindicar los derechos de las mujeres en los Estados Unidos. Participó en un espectáculo realizado en San Francisco promovido por la Woman's Political Union a favor de esta causa, junto a Victoria Codona. Ambas instituciones contribuyeron, entre otras cosas, a que en 1920, se reconociera el derecho nacional al voto de las mujeres estadounidenses.
El 27 de noviembre de 1919, Wirth se casó con su representante artístico, Frank White, quien adoptó su apellido. No tuvieron hijos.
En 1932, en Chicago, actuó en la opereta The blue mask, una adaptación de la opereta The Circus Princess del compositor húngaro Imre Kálmán. Dejó de actuar en 1937.
 

Se mudó a Nueva York. Murió en Sarasota, Florida, en 1978 y fue incinerada. 

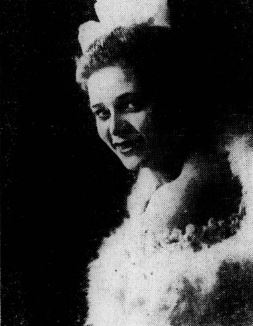
May Wirth, en un periódico de 1922

## Reconocimientos
En 1963 fue admitida como amazona de monta a pelo en el International Circus Hall of Fame, galardón que desde 1958 reconoce a los más importantes artistas de circo, músicos, promotores, periodistas y dueños de espectáculos circenses del mundo. Los nominados son analizados y escogidos por un jurado, y el ganador se anuncia y celebra durante la semana del circo en el mes de julio en el Peru Circus Winter Quarters, ubicado en Indiana.
Más tarde, en 1990, fue incluida en el Circus Ring of Fame. Este reconocimiento se otorga a las personas que durante su trayectoria han contribuido significativamente al arte y a la cultura circense. La nominación corresponde al público y la selección de los ganadores a un jurado compuesto por artistas, historiadores, académicos y conocedores del circo de diferentes partes del mundo. El premio consiste en una placa de bronce, con forma de rueda de carreta, que se exhibe en el St. Armands Circle Park, ubicado en Sarasota, Florida.
Wirth y su hermanastra Stella aparecieron en un sello postal conmemorativo del servicio postal de Australia (Australia Post), emitido el 13 de marzo de 1997 en conmemoración de los 150 años del circo en Australia.
Un año después, en 1998, se inauguró en el Victorian Arts Centre ubicado en Melbourne, Wirth's Circus, un mural hecho con mosaicos de vidrio, para conmemorar los 150 años del circo en Australia y la importancia de la familia Wirth en esta historia. La obra  incluye una placa con los hitos de la trayectoria familiar incluidas sus hazañas ecuestres y una imagen de Wirth de pie sobre un caballo.
En 2019, la artista de circo australiana Simi Genzuik lanzó So She Did. The Story of May Wirth: the Greatest Bareback Rider of All Time, un libro infantil ilustrado por Renee Treml, que rescata su trayectoria artística y la acompaña con fotografías reales.
En 2022 fue una de las 26 nominadas al «Recognising inspiring women in our region», un proyecto impulsado por el Consejo Regional de Bundaberg, que invita a los ciudadanos a proponer los logros de las mujeres locales para reconocerlas a través de la construcción de monumentos públicos. En su nominación se le definió como «una joven valiente y hábil que, cuando no se animaba a las jóvenes a ser audaces y atrevidas, decidió hacer las cosas a su manera. Un verdadero modelo a seguir». Este mismo año, la Universidad Estatal de Illinois dedicó una muestra fotográfica de retratos de artistas de circo de finales del siglo IXX e inicios del siglo XX, en las que se exhiben fotos de Wirth, Leitzel, Victoria Codona y Lavinia Warren.